# Decorsella
Decorsella é um género botânico pertencente à família Violaceae.

## Espécie
- Decorsella paradoxa